# Ridderstee

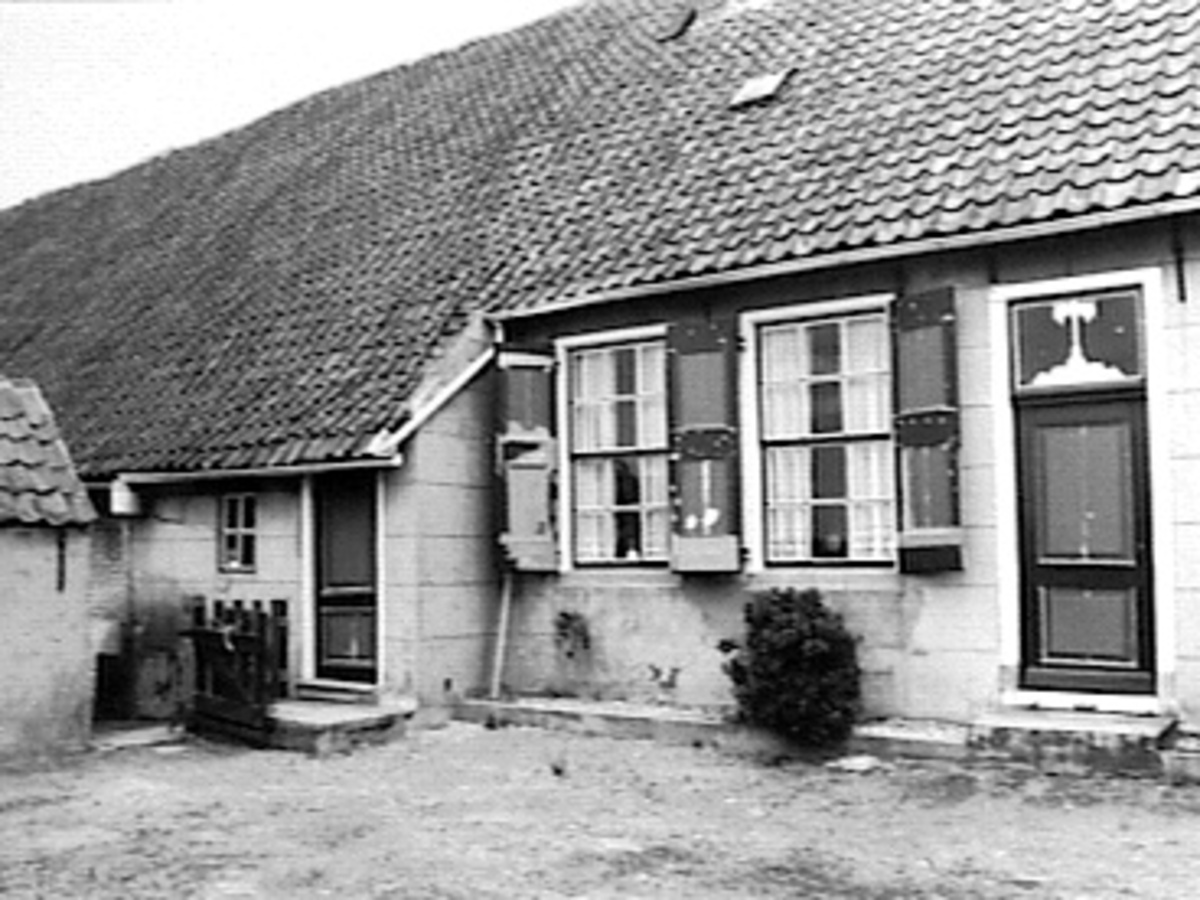
Aanzicht woongedeelte

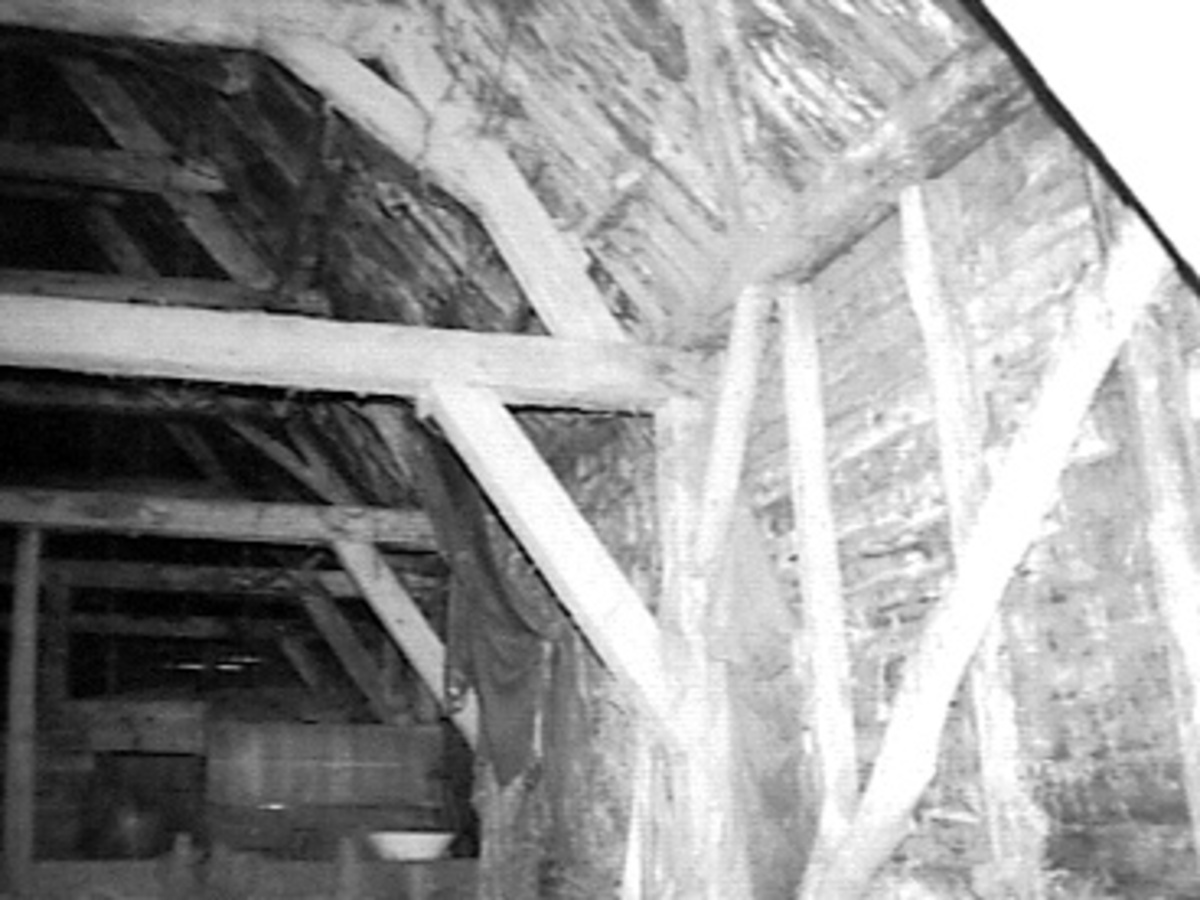
Gedeelte van de constructie van de schuur

De Ridderstee is een oude duinboerderij aan de Westerweg in Ouddorp in de Nederlandse provincie Zuid-Holland. Volgens opschrift op de boerderij is deze gebouwd in 1786 op het toen juist met Overflakkee verbonden eiland Westvoorn. Het woonhuis heeft lage zijmuren en een hogere puntgevel, waarop in muurankers het genoemde jaartal is aangebracht. Achter het huis is een houten schuur met originele spantenstructuur. Boven de voordeur is een levensboom te vinden, die vaak voorkomt bij boerderijen op het voormalige eiland. De originele indeling van het woonhuis is behouden gebleven evenals een groot aantal oorspronkelijke details. Bijzonder is ook het nog aanwezige bakhuis, wat zelden bewaard is gebleven bij oude boerderijen.
De boerderij, op enige honderden meters van de Noordzee, is niet direct aan de weg gelegen, maar via een met bomen omzoomde (onverharde) oprijlaan te bereiken. De omliggende akkers zijn omringd door schurvelingen.

## Geschiedenis
De boerderij is gebouwd door Maarten Kommersz maar werd in 1814 gekocht door jhr. Abraham Aleman, die leefde van 1737 tot 1835. Aleman was vanwege verdiensten voor het vaderland door Stadhouder Willem V in de adelstand verheven. De boerderij werd daarom in de volksmond de Ridderstee genoemd, een naam die ook boven het raam van de verdieping in de kopgevel werd aangebracht. Aleman bleef ongetrouwd en had voor zover bekend geen nakomelingen. 
De volgende bewoner was Teunis Aleman (ca. 1780 – 1859), die getrouwd was met Lijntje van der Bok (1783 – 1847). Na hen woonde er hun zoon Mozes (1821- 1908) met zijn vrouw Lisabeth de Keijzer (1831 – 1896). Zij hadden acht kinderen. Na het overlijden van zijn vrouw woonde Mozes nog twaalf jaar alleen op de boerderij met een huishoudster van het Goereese Hoofd. Zijn zoon Jan (1866 – 1913) die trouwde met Lisabeth Tanis (1870 – 1897) betrok in 1908 de boerderij. Hij kreeg één kind, Lisabeth (1894 – 1980). Deze trouwde met Jacob Santifort (1892 – 1965) en zij kregen vier kinderen. Tot eind 2013 bleef de boerderij in handen van de familie Santifort. Nu wordt de boerderij bewoond door het jonge gezin den Hollander/Baaijens die het huis van de boerderij hebben verbouwd, maar deze zoveel mogelijk in de originele staat hebben behouden.

## Afbeeldingen

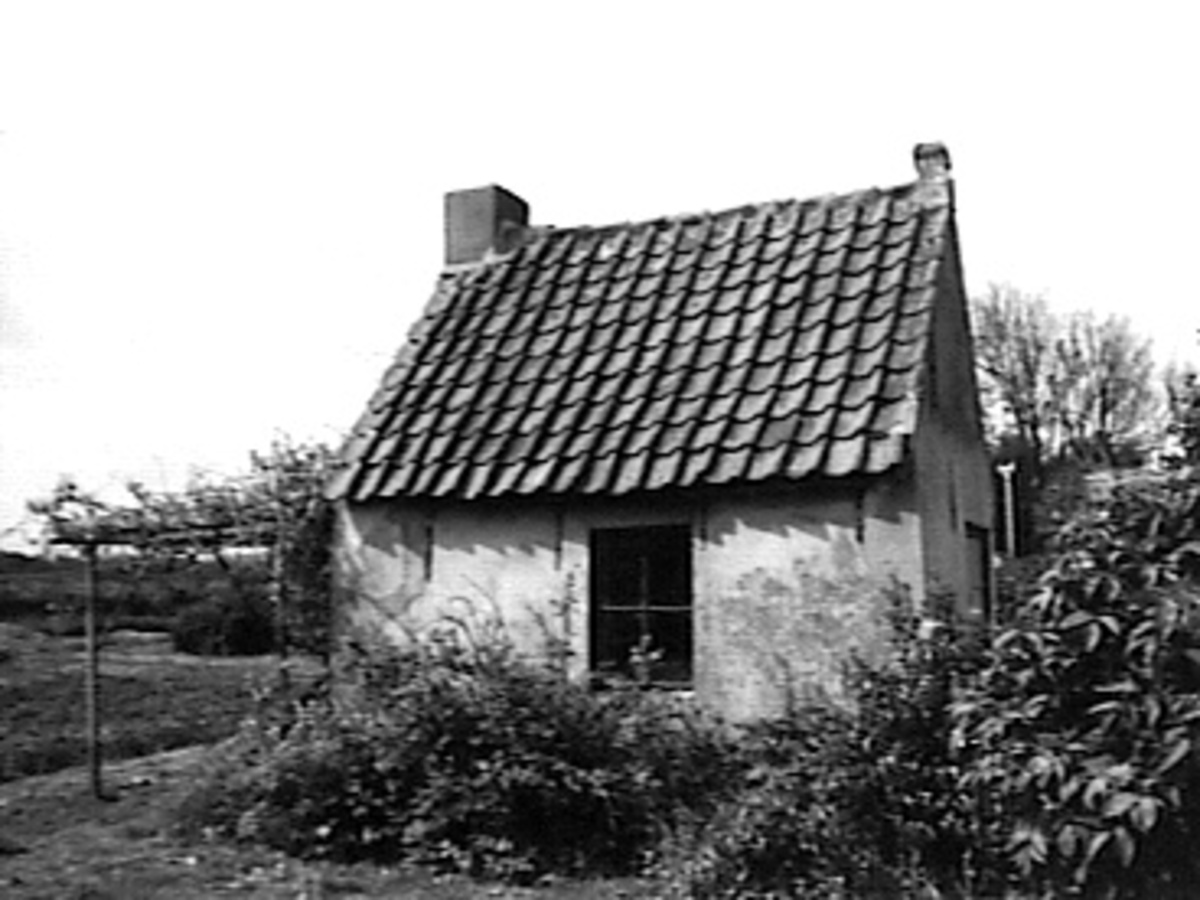
Bakhuis.
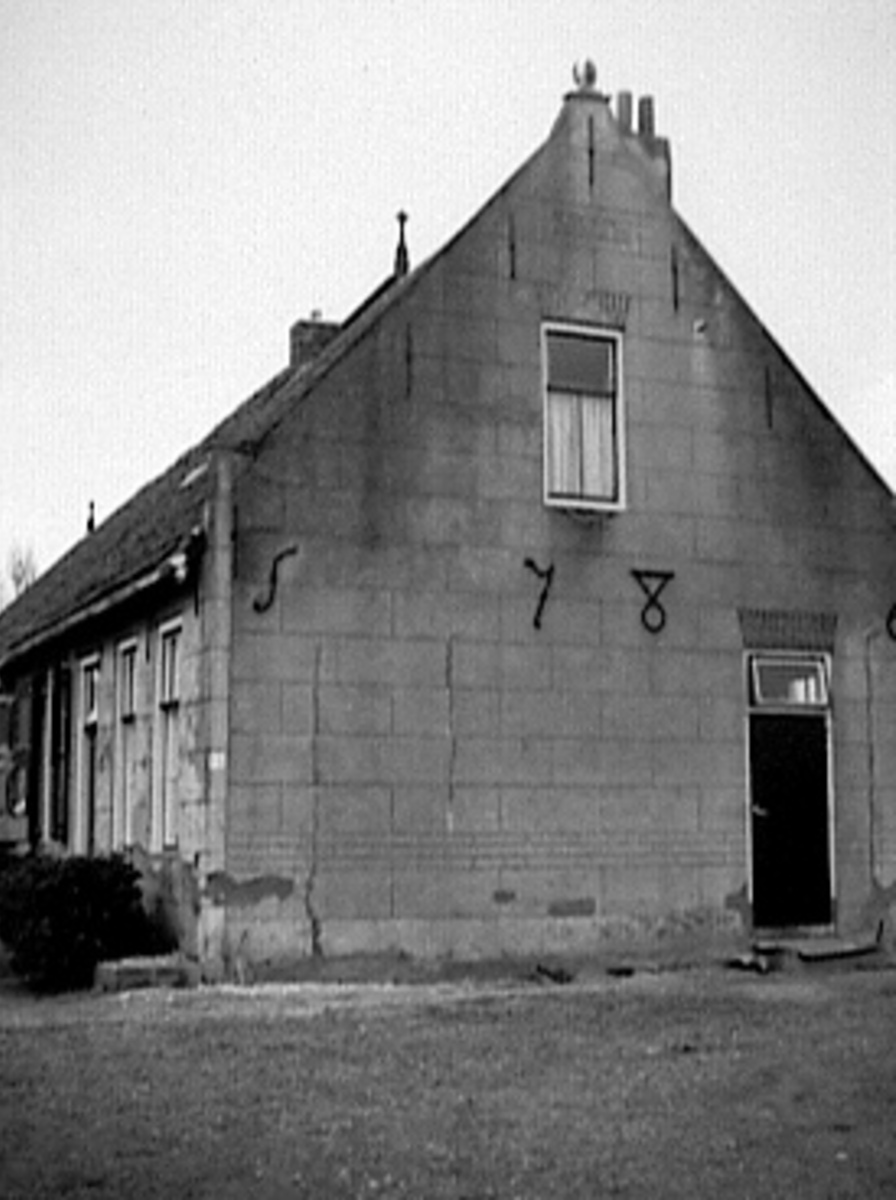
Voorgevel woongedeelte met jaartal
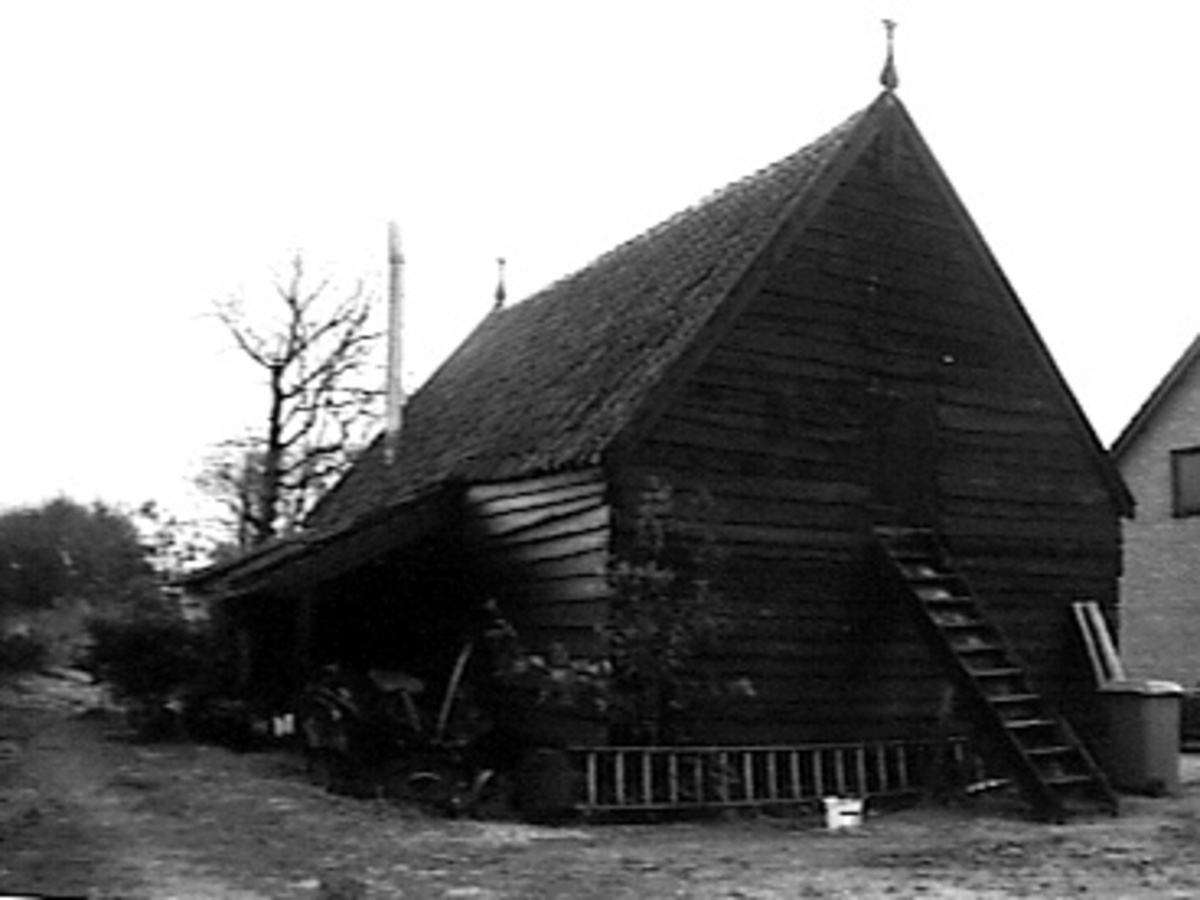
Wagenschuur
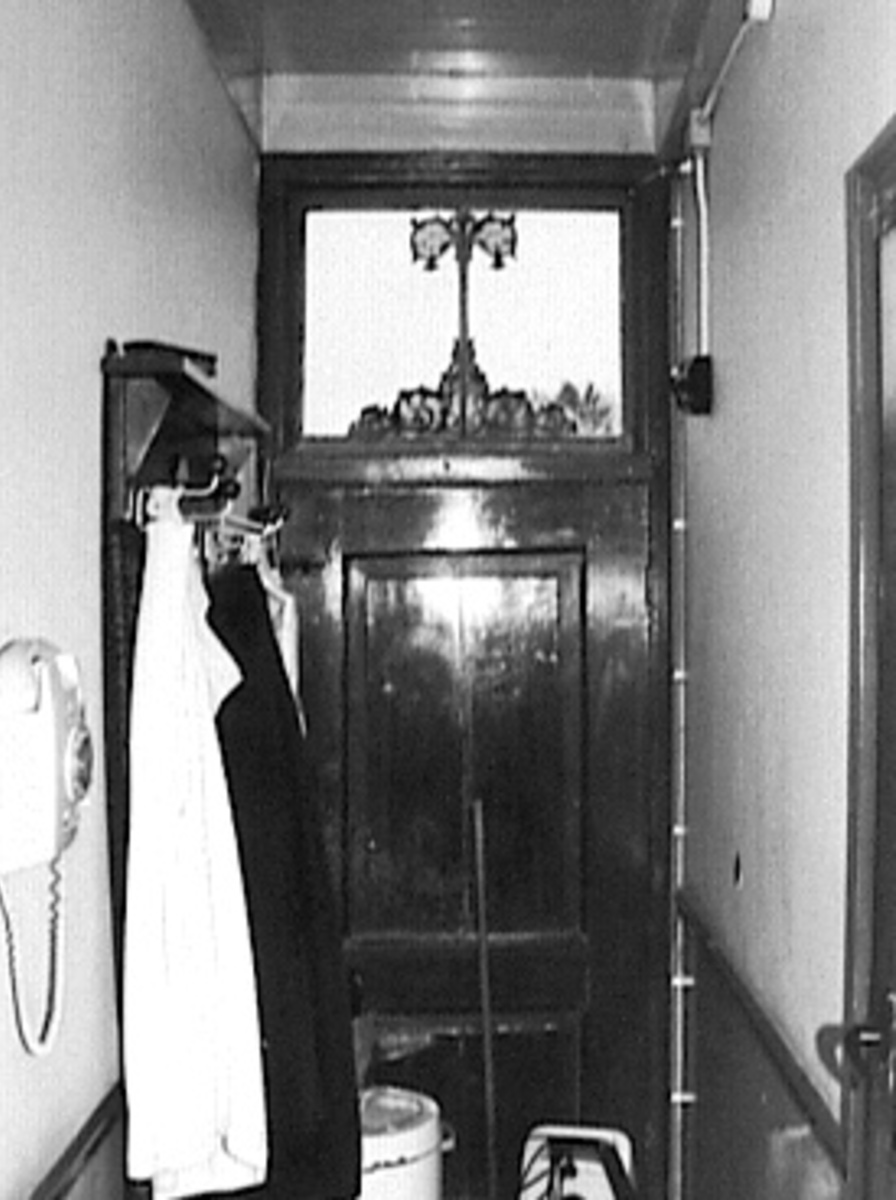
Gang